# Bandera de Mura
La bandera oficial de Mura té la descripció següent:
| « | Bandera apaïsada, de proporcions dos d'alt per tres de llarg, vermella, amb la faixa groga merletada de l'escut de mig, sis i mig merlets, d'alçària 1/3 de la del drap, situada en el tercer terç horitzontal; i amb la creu grega patent corbada groga de l'escut, d'alçària i amplària 1/3 de l'alçària del mateix drap, centrada en el primer i segon terços horitzontals. | » |

## Història
Fou aprovada per la Generalitat el 7 de febrer de 2020 i publicada al DOGC el 12 de febrer amb el número 8062.